# Municipio de Tyler (Misuri)
El municipio de Tyler (en inglés: Tyler Township) es un municipio ubicado en el condado de Hickory en el estado estadounidense de Misuri. En el año 2010 tenía una población de 1257 habitantes y una densidad poblacional de 9,89 personas por km².

## Geografía
El municipio de Tyler se encuentra ubicado en las coordenadas 37°51′39″N 93°24′14″O / 37.86083, -93.40389. Según la Oficina del Censo de los Estados Unidos, el municipio tiene una superficie total de 127.07 km², de la cual 109,04 km² corresponden a tierra firme y (14,19 %) 18,03 km² es agua.

## Demografía
Según el censo de 2010, había 1257 personas residiendo en el municipio de Tyler. La densidad de población era de 9,89 hab./km². De los 1257 habitantes, el municipio de Tyler estaba compuesto por el 97,3 % blancos, el 0,48 % eran afroamericanos, el 0,48 % eran amerindios, el 0,16 % eran asiáticos, el 0,4 % eran de otras razas y el 1,19 % eran de una mezcla de razas. Del total de la población el 0,95 % eran hispanos o latinos de cualquier raza.